# Anja P. Jakobi
Anja P. Jakobi (* 7. September 1975) ist eine deutsche Politikwissenschaftlerin. Sie ist Inhaberin des Lehrstuhls für Politikwissenschaft und Internationale Beziehungen an der Technischen Universität Braunschweig und dort Leiterin des Instituts für Internationale Beziehungen am Department für Sozialwissenschaften. Sie arbeitet zu Themen der Internationalen Sicherheitspolitik und der Internationale Politische Ökonomie. Ihre Forschungen gelten verschiedenen Formen globaler Kriminalitätsbekämpfung, der Governance globaler illegaler Märkte, nicht-traditionellen Sicherheitsrisiken sowie der Diffusion von Normen.
Jakobi studierte anfangs Politikwissenschaft und Germanistik an der RWTH Aachen und wechselte nach der Master-Zwischenprüfung an die Freie Universität Berlin, wo sie 2002 als Diplom-Politologin examiniert wurde. 2006 folgte die Promotion im Fach Soziologie an der Universität Bielefeld und 2016 die Habilitation für Politikwissenschaft an der Technischen Universität Darmstadt. 2015 erwarb Jakobi das Postgraduiertenzertifikat Hochschullehre an der University of London, wo sie 2013 als Senior Lecturer in International Relations, Royal Holloway, lehrte. Seit April 2016 ist sie Professorin an der TU Braunschweig.

## Schriften (Auswahl)
- Als Herausgeberin mit Stefano Ruzza und Charles Geisler: Non-state challenges in a re-ordered world. The jackals of Westphalia. Routledge, New York/London 2016, ISBN 978-1-13883-813-0.
- Als Herausgeberin mit Klaus Dieter Wolf: The transnational governance of violence and crime. Non-state actors in security. Palgrave Macmillan, New York 2013, ISBN 978-1-13733-441-1.
- Common goods and evils? The formation of global crime governance. Oxford University Press, Oxford 2013, ISBN 978-0-19967-460-2.
- Als Herausgeberin mit Kerstin Martens und Klaus Dieter Wolf: Education in political science : discovering a neglected field. Routledge, New York 2010, ISBN 978-0-41549-477-9.
- Als Herausgeberin mit Kerstin Martens: Mechanisms of OECD governance : international incentives for national policy-making? Oxford University Press, Oxford/New York 2010, ISBN 978-0-19959-114-5.
- International organizations and lifelong learning. From global agendas to policy diffusion. Palgrave Macmillan, New York 2009, ISBN 978-0-23057-936-1.